# 池田幸広
池田 幸広（いけだ ゆきひろ、1975年 - ）は、日本のチューバ奏者。
静岡県島田市出身。稲川榮一、江川秀樹に師事し、2005年より多戸幾久三の後任としてNHK交響楽団のチューバ奏者を務めている。また、ジャパン・テューバ・ソロイスツ、トウキョウ・ブラス・シンフォニー、なぎさブラスゾリステンのメンバーである。東京音楽大学特任教授、東京藝術大学、国立音楽大学、沖縄県立芸術大学の非常勤講師。

## 略歴
- 小学校時代 - 学校のファンファーレバンドクラブでユーフォニアムを担当。
- 中学時代 - 市立島田第二中学校吹奏楽部にてチューバと出会う。
- 高校時代 - 藤枝明誠高等学校吹奏楽部でチューバを担当。
- 1994年 - 国立音楽大学に入学。
- 1997年 - 大阪市音楽団のオーディションに合格。
- 1998年 - 国立音楽大学で矢田部賞を受賞し、首席で卒業。同時に大阪市音楽団に入団（-2005年）。
- 2003年 - NHK交響楽団のチューバ奏者のオーディションに参加し、合格。
- 2005年5月1日 - 正式にNHK交響楽団の楽団員となる。
- 2010年1月25日- 初のCD「ボザ:コンチェルティーノ」発売。

## 主な受賞歴
- 1995年 - 第12回 日本管打楽器コンクール チューバ部門 第3位。
- 1998年 - 第15回 日本管打楽器コンクール チューバ部門 第1位。
- 1999年 - 栃木県主催「コンセール・マロニエ21」金管部門 優秀賞。
- 2000年 - 独 マルクノイキルヘン国際コンクール チューバ部門 第4位及び審査員特別賞。